# Festival Express
Der Festival Express war 1970 eine Konzerttour vom Osten zum Westen Kanadas. Einige der besten Rockbands der damaligen Zeit nahmen daran teil, so auch Grateful Dead, Janis Joplin, The Band. Diese Tournee war Anlass einer Dokumentation, in der verschiedene Konzertauftritte, Interviews und auch Eindrücke gezeigt werden.
Auf dieser Reise wurden fünf Städte angefahren, um dort die Konzerte aufzuführen. Viele der Musiker blieben in dieser Zeit im Zug, andere erschienen nur bei den Konzerten. So ergaben sich auch eine Jamsession im betrunkenen Zustand zwischen Rick Danko (The Band), Janis Joplin und Jerry García (Grateful Dead), die die Veröffentlichung der Dokumentation nicht mehr miterleben konnten.
Während der Tour kam es zu mehreren Zwischenfällen. Ähnlich wie bei Woodstock weigerten sich viele Jugendliche, den Eintritt (16 US-Dollar) zu bezahlen und versuchten, die Konzerte zu stürmen und gegen die Polizisten vorzugehen. Dies führte zu einer negativen Publicity, aber auch dazu, dass spontane freie Konzerte neben den eigentlich geplanten stattfanden.
Trotz dieser Vorfälle und trotz der großen Einnahmenverluste wurde die Tournee fortgesetzt. Den Musikern wurde dabei ein Luxus (z. B. eigene Köche im Zug, statt einfache Imbisse) bereitgestellt, der zu der damaligen Zeit noch nicht üblich war. Die Geselligkeit der Künstler untereinander, der ständige Austausch und die Tatsache, dass die Musiker alle Freiheiten hatten, führte zu der Aussage von Kenny Gradney:"It was better than Woodstock, as great as Woodstock was." (Es war besser als Woodstock, so großartig wie Woodstock war).
2003 wurde diese Dokumentation erst bei den internationalen Filmfestspielen in Toronto uraufgeführt, bevor 2004 die DVD im Handel erhältlich war.
Die DVD erreichte schnell den ersten Platz bei Online-Verkaufs-Charts wie beispielsweise Amazon.com, Barnes & Noble oder Tower Records und erzielte Einnahmen in Höhe von 1,2 Millionen US-Dollar.

## Konzertdaten
- (Montreal, Quebec (24. Juni, 1970) – Vom Bürgermeister Montreals nicht erlaubt)
- Canadian National Exhibition (CNE) Grandstand – Toronto, Ontario (27.–28. Juni, 1970)
- Winnipeg Stadium – Winnipeg, Manitoba (1. Juli, 1970)
- McMahon Stadium – Calgary, Alberta (4. Juli, 1970)
- (Vancouver, British Columbia – Vom Stadtrat Vancouvers nicht erlaubt)

## Soundtrack
| - "Don't Ease Me In", Grateful Dead - "Slippin' and Slidin'", The Band - "Better Take Jesus’ Hand" ("Jordan"), Jerry Garcia - "Comin' Home Baby", Mashmakhan - "Money (That’s What I Want)", Buddy Guy Blues Band - "Lazy Day", The Flying Burrito Brothers - "The Weight", The Band - "Cry Baby", Janis Joplin - "Ain't No More Cane", Jam-Session im Zug; Rick Danko, Janis Joplin, Jerry García und Bob Weir - "Rock & Roll Is Here to Stay", Sha Na Na - "New Speedway Boogie", Grateful Dead - "C.C. Rider", Ian and Sylvia and the Great Speckled Bird und Jerry Garcia - "I Shall Be Released", The Band - "Tell Mama", Janis Joplin | - "13 Questions", Seatrain - "Child's Song", Tom Rush - "Thirsty Boots", Eric Andersen - "As Years Go By", Mashmakhan - "Tears of Rage", Ian and Sylvia and the Great Speckled Bird - "Hoochie Coochie Man", Buddy Guy Blues Band - "Hard to Handle", Grateful Dead - "Easy Wind", Grateful Dead - "Kosmic Blues", Janis Joplin - "Move Over", Janis Joplin |